# Pino Maniaci
Giuseppe Maniaci, dit Pino, est un journaliste et présentateur de télévision italien de Telejato né à Palerme le 25 mars 1953. 
Il est connu pour ses campagnes contre Cosa Nostra et pour les enquêtes journalistiques sur la mauvaise gestion des biens saisis par la section des mesures de prévention du tribunal de Palerme, sous la présidence de l'ancienne juge Silvana Saguto.

## Biographie
Giuseppe Maniaci avait racheté en 1999 la télévision locale Telejato où il animait une émission dans laquelle il dénonçait avec courage les crimes mafieux commis par l'organisation criminelle Cosa Nostra. Cet acte de courage lui a valu de figurer dans la liste des Héros de l'information établie par Reporters Sans Frontières.
Cette même année, une enquête est ouverte au sujet de complicités entre élus et membres de Cosa Nostra.
Le 4 mai 2016, Pino Maniaci est mis en examen pour extorsion. Il est condamné le 8 avril 2021 à une peine de 17 mois, pour diffamation. Il a été relaxé du chef d'accusation d'extorsion.